# Ravahere
Ravahere è un atollo appartenente all'arcipelago delle Isole Tuamotu nella Polinesia francese, localizzato 53 km a nord-ovest dell'atollo di Nengo Nengo. È separato da uno stretto ampio 2 km dall'atollo di Marokau, la terra più prossima a nord.

## Geografia
Marokau e Ravahere formano un piccolo sottogruppo delle isole Tuamotu, noto come Isole Due Gruppi.
L'atollo Ravahere ha una forma grossolanamente simile a quella di un boomerang. Misura 18 km in lunghezza per una larghezza massima di 7,5 km. La laguna, poco profonda, ha una superficie di 50 km2, ma non vi sono passaggi per accedervi.
Ravahere è permanentemente disabitato.

## Storia
Il primo europeo di cui si abbia notizia ad avvistare i due vicini atolli di Marokau e Ravahere fu Louis Antoine de Bougainville nel 1768.

## Amministrazione
Ravahere fa parte del comune di Hikueru, che comprende gli atolli di Hikueru, Marokau, Ravahere, Reitoru e Tekokota.